# Василівка (Добровеличківська селищна громада)
Васи́лівка — село в Україні, у Добровеличківській селищній громаді Новоукраїнського району Кіровоградської області. Населення становить 96 осіб. Орган місцевого самоврядування — Добровеличківська селищна рада.

## Географія
У селі Балка Східняк впадає у річку Сухий Ташлик.

## Населення
Згідно з переписом УРСР 1989 року чисельність наявного населення села становила 114 осіб, з яких 48 чоловіків та 66 жінок.
За переписом населення України 2001 року в селі мешкало 96 осіб.

### Мова
Розподіл населення за рідною мовою за даними перепису 2001 року:
| Мова       | Відсоток |
| ---------- | -------- |
| українська | 92,71 %  |
| російська  | 5,21 %   |
| білоруська | 1,04 %   |
| молдовська | 1,04 %   |